# Tuci (köpinghuvudort i Kina, Zhejiang Sheng, lat 29,56, long 121,93)
Tuci (kinesiska: 涂茨, 涂茨镇) är en köpinghuvudort i Kina. Den ligger i provinsen Zhejiang, i den östra delen av landet, omkring 190 kilometer sydost om provinshuvudstaden Hangzhou. Antalet invånare är 11 256. Befolkningen består av 5 566 kvinnor och 5 690 män. Barn under 15 år utgör 8,0 %, vuxna 15-64 år 69 %, och äldre över 65 år 21,0 %.
Runt Tuci är det tätbefolkat, med 369 invånare per kvadratkilometer. Närmaste större samhälle är Danxi, 11,3 km sydväst om Tuci. I omgivningarna runt Tuci växer i huvudsak blandskog.
Genomsnittlig årsnederbörd är 1 981 millimeter. Den regnigaste månaden är juni, med i genomsnitt 355 mm nederbörd, och den torraste är januari, med 68 mm nederbörd.